# Enfances Vivien
Les Enfances Vivien sont une chanson de geste du début du XIIIe siècle, en 3 300 décasyllabes. Elle appartient au Cycle de Guillaume d'Orange.